# Busdriver
Busdriver, pseudonimo di Regan J Farquhar (Los Angeles, 12 febbraio 1978), è un rapper statunitense, attualmente sotto contratto con la Epitaph Records.

## Biografia
Busdriver conobbe l'hip hop fin dall'infanzia, dal momento che suo padre Ralph Farquhar era stato sceneggiatore di uno dei primi film sulla cultura hip hop, Krush Groove. Farquhar iniziò a rappare a 9 anni e a 13 aveva già pubblicato il suo primo album, con la band 4/29 A 15 anni frequentava concerti al Good Life Cafe. Un frequentatore di questi concerti gli avrebbe poi fatto conoscere alcuni artisti underground, ciò lo portò ad apparire come ospite in almeno 20 singoli. Il primo di questi fu registrato nel 1995 con Chillin Villain Empire.
Busdriver pubblicò il suo primo album, Memoirs of the Elephant Man, nel 2001, seguito nel 2002 da This Machine Kills Fashion Tips e Temporary Forever. Nel 2003 l'artista collaborò con Radioinactive e Daedelus nell'EP sperimentale The Weather. Le sue pubblicazioni più recenti sono Cosmic Cleavage del 2004 (prodotto da Daddy Kev) e Fear of a Black Tangent del 2005. In seguito è apparso nell'album degli Islands Return to the Sea, nella traccia Where There's A Will There's A Whalebone.
Ha ottenuto un piccolo successo commerciale quando Imaginary Places da Temporary Forever, è apparso in Tony Hawk's Underground nel 2003. Il suo ultimo album, Jhelli Beam, è stato pubblicato su Epitaph Records nel 2009.

## Discografia

### Album in studio
- 2001 - Memoirs of the Elephant Man
- 2002 - This Machine Kills Fashion Tips
- 2002 - Temporary Forever
- 2003 - Heavy Items Such As Books, Record Albums, Tools
- 2004 - Cosmic Cleavage
- 2005 - Fear of a Black Tangent
- 2007 - RoadKillOvercoat
- 2009 - Jhelli Beam
- 2014 - Perfect Hair
- 2018 - Electricity is on Our Side
- 2023 - Made in Love

### Singoli
- 2002 - Imaginary Places
- 2005 - Avantcore
- 2006 - Kill Your Employer
- 2007 - Sun Shower
- 2008 - Ellen Disingenuous

### Raccolte
- 2003 - Busdriver Meets Daedelus - Live Airplane Food
- 2004 - Live Radio Show con 2Mex
- 2006 - Taxed Jumper

### Split
- 2003 - The Weather con Radioinactive e Daedelus